# Stefanida Dmitrijewna Rudnewa
Stefanida Dmitrijewna Rudnewa (russisch Стефанида Дмитриевна Руднева; * 7. Märzjul. / 19. März 1890greg. in St. Petersburg; † 25. August 1989 in Leningrad) war eine russische bzw. sowjetische Choreografin.

## Leben
Rudnewas Großvater Fedor Iwanowitsch Rudnew war ein unbegüterter Gutsherr im Gouvernement Wladimir und nahm als Offizier der Kaiserlich Russischen Armee an den Feldzügen 1813 und 1814 teil. Ihr Vater Dmitri Fedorowitsch Rudnew (1849–1894) war Oberst der Artillerie und kämpfte 1876 als Freiwilliger in der serbischen Armee für die Unabhängigkeit Serbiens und Montenegros. In den 1880er Jahren nahm er an Militärexpeditionen nach Chine, in die Mongolei und nach Zentralasien teil. Er war sehr kultiviert, liebte die Musik, spielte Cello und organisierte ein häusliches Streichensemble. Ihre begabte und energische Mutter Warwara Dmitrijewna geborene von Derwies (1858–1943) war Tochter des Juristen und Staatsratsmitglieds Dmitri Grigorjewitsch von Derwies (1829–1916) und mit dem Eisenbahnunternehmer Paul von Derwies und der Geologin Wera Derwies verwandt.
Nach dem Besuch des Liteinaja-Mädchengymnasiums (Abschluss 1908 mit Goldmedaille) in St. Petersburg studierte Rudnewa in den Höheren Bestuschew-Kursen für Frauen in der Historisch-Philologischen Fakultät mit Spezialisierung auf Allgemeine Geschichte (Abschluss 1915). Nach Vorlesungen und bestandener Prüfung an der Universität Petrograd erhielt sie im September 1917 ein Diplom I. Klasse. Ab 1915 war sie wissenschaftliche Mitarbeiterin der Archäologischen Kommission der Kaiserlichen Akademie der Wissenschaften.
Nach der Oktoberrevolution wurde die Archäologische Kommission die Akademie für Geschichte der Materiellen Kultur, in der Rudnewa bis 1922 arbeitete.
Die Vorlesungen Tadeusz Stefan Zielińskis an der Universität Petrograd und Boris Farmakowskis in den Bestuschew-Kursen hatten Rudnewa für die antike Kultur begeistert. Verstärkt worden war ihre Begeisterung  durch die sich an der Antike orientierende Tanzkunst Isadora Duncans, deren Vorstellungen in St. Petersburg 1907–1908 und 1913 sie besucht hatte. Mit den Schwestern Ilsa Wassiljewna Trewer und Kamilla Trewer und vier weiteren Absolventinnen der Bestuschew-Kurse begann Rudnewa nun eine Methode der musikalischen Bewegung zu entwickeln. Im Frühjahr 1918 vergrößerte sich die Gruppe beträchtlich und nannte sich Heptachor (Tanz der Sieben). Die Studentinnen lehrten die Methode in Kindergärten, Klubs und Kinderheimen. Ab 1919 übten sie ihre Methode mit Erwachsenen im Petrograder Institut des Lebendigen Worts und auch selbst in ihrer Gruppe. Der Heptachor wurde 1926 als Staatliches Studio für Musikalische Bewegung unter der Leitung Rudnewas anerkannt. Als Isadora Duncan im Sommer 1921 in die UdSSR kam, besuchte Rudnewa mit Mitgliedern ihres Studios sie wiederholt im Petrograder Hotel d’Angleterre.
Die öffentlichen Aufführungen des Heptachors gewannen ihm viele Freunde, darunter Michail Kusmin. Dmitri Schostakowitsch schenkte dem Heptachor den Autographen eines Liedes, das als Material für einen ihrer Tanzauftritte diente. Im Januar 1929 besuchte der erste Präsident der Akademie der Wissenschaften der UdSSR Alexander Karpinski Aufführungen des Heptachors und schickte anschließend einen Gruß mit einer ansprechenden Würdigung der Arbeit des Heptachors.
Als ständige Leiterin des Studios entwickelte Rudnewa mit der Gruppe die Methode weiter, verfasste Choreografien und schrieb mit Unterstützung befreundeter Fachleute Handbücher. Sie unterrichtete 1929–1931 am St. Petersburger Konservatorium in der Pädagogik-Fakultät und 1930–1933 am Leningrader Staatlichen Choreografie-Technikum. Das Studio Heptachor bestand bis 1935, als es auf Grund von Unstimmigkeiten in der Gruppe und der Schwierigkeiten in Leningrad nach dem Kirow-Mord geschlossen wurde.
Auf Einladung des Hauses für Kinderkunsterziehung der Oblast Moskau ging Rudnewa mit drei Mitarbeiterinnen nach Moskau, um die musikalische Bewegung mit Schülern zu organisieren. Während des Deutschen Angriffskriegs gegen die Sowjetunion, als sie im Winter 1941/1942 im belagerten Moskau als Schneeräumerin auf den Straßen arbeitete, und danach und auch nach der Pensionierung 1956 setzte Rudnewa ihre pädagogische Tätigkeit fort und leitete und beriet Kreise für ästhetische Erziehung in Moskau und Leningrad. So gründete sie 1957 ein Studio und leitete an der Lomonossow-Universität Moskau in der Fakultät für Psychologie 1972–1974 ein entsprechendes freiwilliges Seminar.